# El Arco, Jalisco
El Arco är en ort i Mexiko.   Den ligger i kommunen Ameca och delstaten Jalisco, i den centrala delen av landet, 500 km väster om huvudstaden Mexico City. El Arco ligger 1 429 meter över havet och antalet invånare är 117.
Terrängen runt El Arco är varierad, och sluttar söderut. Runt El Arco är det ganska tätbefolkat, med 70 invånare per kvadratkilometer. Närmaste större samhälle är Ameca, 7,6 km söder om El Arco. Omgivningarna runt El Arco är en mosaik av jordbruksmark och naturlig växtlighet.